# Philometra gymnothoracis
Philometra gymnothoracis is een rondwormensoort uit de familie van de Philometridae. De wetenschappelijke naam van de soort is voor het eerst geldig gepubliceerd in 2009 door Moravec & Buron.